# Василь Древинський
Василь (Базилій) Федорович Древинський (ст.-укр. Базилиушъ Дрεвинскии, пол. Bazyli Drewiński; пом. 1583) — руський шляхтич герба Корчак. Писар великокнязівської канцелярії, згодом секретар королівський.       

## Життєпис
Походив з дрібного волинського шляхетського роду Володимирського повіту. Спершу навчавсь в Краківській академії (з 1549), а 1554 року вступив до протестантського  Базельського університету. Саме тоді, 27 січня 1554, Василь Древинський записався до метрики університету Віттенберга. Можливо, він також деякий час навчався в Парижі й там познайомився з Яном Замойським. Принагідно зазначити, що шляхтич усюди в метриках позначав себе як русина («Ruthenus»). У своїй рекомендації від 1 травня 1554 року професору Челіо Куріону Філіп Меланхтон рекомендував його як «поважного чоловіка». 
Після повернення Древинський влаштувався руським писарем в литовській канцелярії, а в березні 1566 р. отримав посаду писаря великого литовського. Цілком імовірно, що останнє трапилось за рекомендацією луцького земського судді Гаврила Бокія. На цій посаді Древінський з’явився на Люблінський сейм, де виступив одним з підписантів Люблінської унії. Пізніше як і інші волиняни склав присягу на вірність Короні у Володимирі перед королівським посланцем Яном Фолібовським.
Нову унію, як і більшість волинської шляхти, він підтримував. З цієї причини він разом Бартошем Жухорським був посланий королем до Миколая Радзивіла «Рудого» прийняти від нього унійну присягу як доконаний факт. Хоча вони не досягли успіху, Древінський отримав прихильність короля і з 1569 р. отримав посаду королівського секретаря. Одночасно він також став королівським посланцем на волинський сеймик. 
В період першого поунійного безкоролів'я його було обрано послом на елекційний сейм.

## Маєтності
Державна служба та численні шлюби сприяли швидкому зростанню статків. На кінець життя володів наступними маєтками: 2/3 Древині, Шпиколоси, Пашів, Полхани, Гусів, Княже, більша частина Кокоріва. Всі вони знаходились на Волині.

## Тестамент
Рівно за два місяці до своєї смерті 19 квітня 1583 р. він склав заповіт в якому звелів його поховати в церкві в Пашеві «без усяких світських церемоній, помпезності та непотрібних забобонів». При цьому він чітко підкреслював свою прихильність православній вірі. 
Окрім того там були розпорядження щодо дітей, зокрема сина Лаврентія якого він віддав до школи в Левартові. В тестаменті він наказав виконавцям заповіту не щадити грошей з його маєтностей на навчання сина, відправляючи його туди, «де проповідується справжня слава Божа, а не людські помилки, і викладаються вчення, визволені у всіх добрих і чеснотних звичаях. молодим хлопцям». Згідно заповіту Лаврин мав засвоїти цей урок «повних літ» і коли він досягне «здорового глузду». Однак швидка смерть головного опікуна — його брата Кірика ускладнила виконання останньої волі і невідомо чи продовжив Лаврин подальшу освіту.

## Родина
Василь Древинський був одружений тричі, і мав 5 синів та 9 дочок. Про першу дружину відомості не збереглись, з другою дружиною Мілкою Богданівною Лідіховською одружився в 1560 р., а втретє з Тетяною Олександрівною Гетовт. Остання була матір'ю Лаврина, а також доньок: Марії, Євдокії, Полонії та Анастасії. У Лаврина також був брат Гаврила, який, однак, помер в дитинстві.